# Mistrzostwa Europy w Lekkoatletyce 2018 – chód na 50 km mężczyzn
Chód na 50 kilometrów mężczyzn – jedna z konkurencji biegowych rozgrywanych podczas lekkoatletycznych mistrzostw Europy w Berlinie.
Tytułu sprzed czterech lat nie bronił Francuz Yohann Diniz.

## Terminarz
| Data       | Godzina |       |
| ---------- | ------- | ----- |
| 7 sierpnia | 08:35   | Finał |

## Rekordy
|                                        | Zawodnik     | Wynik   | Miejsce | Data                  |
| -------------------------------------- | ------------ | ------- | ------- | --------------------- |
| Rekord świata                          | Yohann Diniz | 3:32:33 | Zurych  | 15 sierpnia 2014(dts) |
| Rekord Europy                          | Yohann Diniz | 3:32:33 | Zurych  | 15 sierpnia 2014(dts) |
| Rekord mistrzostw Europy               | Yohann Diniz | 3:32:33 | Zurych  | 15 sierpnia 2014(dts) |
| Najlepszy wynik na świecie w 2018 roku | Matej Tóth   | 3:42:46 | Dudince | 24 marca 2018(dts)    |
| Najlepszy wynik w Europie w 2018 roku  | Matej Tóth   | 3:42:46 | Dudince | 24 marca 2018(dts)    |

## Rezultaty

### Finał
Źródło: european-athletics.org.
| Poz. | Zawodnik            | Reprezentacja | Czas    | Uwagi     |
| ---- | ------------------- | ------------- | ------- | --------- |
| 01 ! | Marjan Zakalnycki   | Ukraina       | 3:46:32 |           |
| 02 ! | Matej Tóth          | Słowacja      | 3:47:27 |           |
| 03 ! | Dzmitryj Dziubin    | Białoruś      | 3:47:59 | PB        |
| 4.   | Håvard Haukenes     | Norwegia      | 3:48:35 |           |
| 5.   | Carl Dohmann        | Niemcy        | 3:50:27 | SB        |
| 6.   | Rafał Augustyn      | Polska        | 3:51:37 |           |
| 7.   | Rafał Sikora        | Polska        | 3:52:56 |           |
| 8.   | Nathaniel Seiler    | Niemcy        | 3:54:08 | PB        |
| 9.   | José Ignacio Díaz   | Hiszpania     | 3:55:28 | SB        |
| 10.  | Marco De Luca       | Włochy        | 3:55:47 |           |
| 11.  | Andrea Agrusti      | Włochy        | 3:57:03 |           |
| 12.  | Adrian Błocki       | Polska        | 3:57:11 |           |
| 13.  | Bence Venyercsán    | Węgry         | 3:58:25 | NU23R     |
| 14.  | Arturas Mastianica  | Litwa         | 3:58:29 | PB        |
| 15.  | Dušan Majdán        | Słowacja      | 3:59:21 | SB        |
| 16.  | Iwan Banzeruk       | Ukraina       | 4:00:57 |           |
| 17.  | Tadas Šuškevičius   | Litwa         | 4:01:30 |           |
| 18.  | Walerij Litaniuk    | Ukraina       | 4:01:33 |           |
| 19.  | Brendan Boyce       | Irlandia      | 4:02:14 |           |
| 20.  | Ato Ibáñez          | Szwecja       | 4:03:53 | SB        |
| 21.  | Lukáš Gdula         | Czechy        | 4:05:44 |           |
| 22.  | Marc Tur            | Hiszpania     | 4:09:18 |           |
| 23.  | Anders Hansson      | Szwecja       | 4:11:36 | SB        |
| 24.  | Pedro Isidro        | Portugalia    | 4:11:44 |           |
| 25.  | Bruno Erent         | Chorwacja     | 4:24:20 |           |
| 26.  | Jarkko Kinnunen     | Finlandia     | 4:24:59 |           |
| 27 ! | Veli-Matti Partanen | Finlandia     | DNF     |           |
| 27 ! | Florin Alin Stirbu  | Rumunia       | DNF     |           |
| 27 ! | Michele Antonelli   | Włochy        | DNF     |           |
| 27 ! | Jesús Ángel García  | Hiszpania     | DNF     |           |
| 27 ! | Arnis Rumbenieks    | Łotwa         | DNF     |           |
| 27 ! | Narcis Mihăilă      | Rumunia       | DNF     |           |
| 27 ! | Máté Helebrandt     | Węgry         | DNF     |           |
| 27 ! | Aleksi Ojala        | Finlandia     | DNF     |           |
| 27 ! | João Vieira         | Portugalia    | DNF     |           |
| 36 ! | Karl Junghannß      | Niemcy        | DSQ     | 230.7 (a) |